# Waveland (Mississippi)
Pour les articles homonymes, voir Waveland.
Waveland est une ville située dans le comté de Hancock, dans l'État du Mississippi aux États-Unis. Lors du recensement de 2000, sa population s'élevait à 6 674 habitants.
La ville a été dévastée par les ouragans Camille en 1969 et Katrina en 2005.